# 李民欣

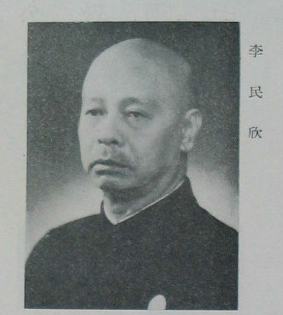
李民欣近照

李民欣（1890年—1955年），男，广东番禺人，中华民国及中华人民共和国政治人物。

## 生平
1910年，李民欣自陆军速成学校步兵科毕业。历任广东陆军第二师参谋长，广东省四会县县长。1926年秋，四会县县长李民欣组织县、区团务委员会，向农民勒收民团费等苛捐杂税，并购置枪支以镇压农会，遭到中国国民党中央农民部特派员、中共四会特支书记陈伯忠抵制，10月陈伯忠遇害。李民欣后历任国民革命军第八路总指挥部副官长，国民政府军事委员会高级参谋、桂林办公厅顾问。1946年，参与发起成立中国国民党民主促进会，任中央常务理事。1948年，任中国国民党革命委员会中央委员会常委。1949年，出席中国人民政治协商会议第一届全体会议。
中华人民共和国成立后，历任政务院财政经济委员会委员，广东省人民政府委员，中国国民党革命委员会第二届中央委员、广州市委第一届主任委员，广州市人民政府副市长。是第二届全国政协委员。
1955年，李民欣逝世。